# Pheidole brevicona
Pheidole brevicona är en myrart som beskrevs av Mayr 1887. Pheidole brevicona ingår i släktet Pheidole och familjen myror.

## Underarter
Arten delas in i följande underarter:
- P. b. brevicona
- P. b. sarcina